# Окта
Окта (др.-англ. Octa, Octha, Ocga) — один из первых королей Кента. Беда Достопочтенный считал его сыном короля Эска и внуком Хенгиста, однако по другим источникам он указывался сыном Хенгиста и отцом Эска. Не сохранилось никаких источников, описывающих факты его биографии. Правление Окты относят к первой половине VI века.
Возможно, Окта мог послужить прототипом для Ослы Длинного Ножа — персонажа валлийских легенд о Британии, который то воевал против короля Артура, то служил ему.

## Происхождение
О происхождении Окты сообщает Беда Достопочтенный в «Церковной истории народа англов», выводя его от Хенгиста — одного из двух легендарных основателей королевства Кент. Он называет короля внуком Хенгиста и сыном Эска и отцом короля Эрменрика. Однако этому известию противоречит родословная королей Кента, приведённая в так называемой «Английской коллекции королевских генеалогий», которая указывает Эска не сыном Хенгиста, а внуком, указывая Окту отцом, а не сыном Эска. Сыном Хенгиста называет Окту и Ненний «Истории бриттов». Хронист X века Этельвард полагал, что Эск и Окта — это имена одного и того же человека, в результате чего сократил генеалогию на одно поколение. Барбара Йорк полагает, что подобные вариации родословных свидетельствуют о том, что истории о происхождении Кента относятся скорее к литературному миру саг, чем к подлинной исторической традиции.

## Биография
Никаких биографических сведений об Окте у Беды не приведено, а в «Англосаксонской хронике» его имя отсутствует. Но упоминания о нём присутствуют в «Истории бриттов» — валлийской компиляции, созданной в IX веке, приписываемой Неннию. В ней говорится, что Хенгист для сражения против скоттов призвал себе на помощь в Британию сына Окту и племянника Эбиссу, которые были отменными воинами. Отплыв с 40 кораблями, они по дороге разорили Оркадские острова, а когда высадились на сушу, захватили многие земли по другую сторону Ферт-оф-Форт вплоть до границ с пиктами. А после смерти Хенгиста, по версии «Истории бриттов», именно Окта наследовал Хенгисту.
Что происходило во время правления Окты неизвестно. Завоевав Кент, юты оказались заблокированы в нём: расширению на запад препятствовал лес Андерсвальд, а движению по Темзе — мост и оборонительные сооружения Лондона. Историк XIX века Уильям Хант полагал, что после одержанной в 473 году победы над бриттами юты не воевали в течение столетия.
Ясности относительно времени правления Окты нет. Если он действительно был преемником Эска, то мог стать королём в 512 году. Хронист XII века Уильям Мальмсберийский отмечает, что Окта и Эрменрик правили в течение 53 лет. При этом «Англосаксонская хроника» в одном месте сообщает, что Этельберт I, сын Эрменрика, взошёл на престол в 565 году и правил 53 года, однако о его смерти сообщает в 616 году, то есть если он действительно правил 53 года, то должен был начать правление около 563 года. Беда считал, что Эрменрик должен был взойти на престол в 560 году. Уильям Хант полагал, что Окта правил около 20 лет и умер примерно в 532 году. В современных исследованиях в качестве года окончания его правления встречается также 540 год.
Барбара Йорк указывает, что первым более-менее достоверным королём Кента можно считать Эрменрика, который, согласно Беде, был сыном Окты, а по версии «Английской коллекции королевских генеалогий» — сыном Эска. Исследовательница относит его правление к 550-х — 600-м годам.

## В литературе
Окта является одним из персонажей созданного в XII веке псевдоисторического труда Гальфрида Монмутского «История королей Британии». Хотя писатель и использовал «Историю бритов» Ненния, большая часть его труда является вымыслом. Придумал Гальфрид и биографию Окты. Он сообщает о прибытии того в Британию по призыву короля Вортигерна вместе с Эбисом и Кердиком на трёх сотнях кораблей. Позже Амброзий сверг Вортигерна и казнил Хенгиста, после чего его сын Окта был вынужден принести клятву верности новому королю. После того как королём бриттов стал Утер Пендрагон, Окта вместе с родичем Эозой сочли себя свободными от данных Амброзию обещаний и выступили против него. Они были разбиты и попали в плен, из которого смогли бежать в Германию. Там они снарядили новый флот и с большим числом союзников прибыли в Британию, где были разбиты армией Утера и погибли.
Окта мог послужить прототипом для Ослы Длинного Ножа (англ. Osla Bigknife, валл. Osla Gyllellvawr) — собирательного персонажа валлийских легенд о Британии, который то воевал против короля Артура, то служил ему. Однако исследователи не исключают, что он может быть связан с королём Мерсии Оффой, который в VIII веке был грозным противником Уэльса. Осла является персонажем валлийских сказаний «Килух и Олвен» и «Видение Ронабви». В первом он назван в числе последователей Артура; его прозвище было связано с тем, что у него был огромный клинок с широким лезвием, по которому можно было перейти реку. Осла участвовал в охоте на Турха Труйта; когда он бросился за ним в реку, у него выпал нож из ножен и утонул, а сами они наполнились водой, из-за чего он чуть не утонул. В «Видении Ронабви» же Осла выступает в качестве противника Артура и сражался против него в битве при Бадонском холме.